# Swagga like Us
Swagga like Us è un brano musicale dei rapper T.I. e Jay-Z, pubblicato come secondo singolo estratto dal sesto album in studio di T.I., Paper Trail. Era previsto che il brano fosse incluso anche nell'album The Blueprint 3 di Jay-Z, tuttavia in seguito alla decisione di Jay-Z di rimuovere dall'album tutti i brani registrati con l'Auto-Tune, il brano è stato escluso. Il brano è stato pubblicato il 6 settembre 2008 e figura il featuring di Kanye West e Lil Wayne, entrambi con l'ausilio dell'Auto-Tune. La base del brano è un campionamento remixato di Paper Planes di M.I.A., ed in particolar modo dei versi del brano "No one on the corner has swagga like us".
Benché il brano abbia vinto un Grammy, durante un'intervista rilasciata a Vibe Magazine, Kanye West ha nominato Swagga like Us come uno dei tre peggiori brani musicali della sua carriera, dicendo che in fondo gli piaceva soltanto per i nomi coinvolti nel brano. Swagga like Us è stata nominata ai Grammy Award come migliore canzone rap ed ha vinto il Grammy come migliore interpretazione rap di un duo o gruppo. Il brano è stato nominato ventiduesimo da Rolling Stone nella lista delle cento migliori canzoni del 2008. In occasione della premiazioni ai Grammy Award T.I., Kanye West, Jay-Z, Lil Wayne si sono esibiti insieme a M.I.A., incinta di nove mesi all'epoca.

## Tracce
Vinile Roc-a-Fella B001H1OUS4
1. Swagga like Us - 5:29

## Classifiche
| Classifica (2008)                    | Posizione più alta |
| ------------------------------------ | ------------------ |
| Billboard Canadian Hot 100           | 19                 |
| U.S. Billboard Hot 100               | 5                  |
| U.S. Billboard Hot R&B/Hip-Hop Songs | 11                 |
| U.S. Billboard Hot Rap Tracks        | 4                  |
| U.S. Billboard Pop 100               | 19                 |
| Official Singles Chart               | 33                 |
| Swedish Singles Chart                | 16                 |